# Славсон, Самуэль
Славсон Самуэль (англ. Samuel Richard Slavson ; 25 декабря 1890, Полтава — 5 августа 1981, Нью-Йорк) — американский психолог.

## Биография
Родился в Полтаве в семье Самуила Славензона и Фанни Таршис. В 1904 эмигрировал с родителями в США. В 1922 окончил учительский институт в Нью-Йорке. С 1927 практикующий психолог, с 1935 преподавал в различных учебных заведениях Нью-Йорка, в том числе в 1950—1953 — в Иешиве университете. В 1942 основал и до 1944 был президеном American Group Psychotherapy Association (Американской ассоциации групповой психотерапии). В 1948 председатель комиссии по групповой психотерапии Всемирной ассоциации здравоохранения. С 1951 редактор «Международного журнала по групповой психотерапии».

## Награды
- 1969 Награда от Американской академии психотерапевтов

- 1972 Отец групповой психотерапии[1]